# Ailinglaplap
Ailinglaplap (deutsch veraltet: Lambertinseln, Odia; auch: Ailinglapalap) ist ein Atoll der Ralik-Kette der Marshallinseln. Das Atoll hat eine dreieckige Form von 43 km Länge und maximal 30 km Breite. Australien liegt etwa 3500 km von Ailinglaplap entfernt. Die bedeutendsten Inseln des Atolls sind Airuk, Beran, Bikar, Buoj, Enewe, Ennak, Jabwan, Jeh, Kattiej, Mejajok, Mejil, Tobomaro und Woja. Auf dem Atoll leben 1175 Bewohner (Stand 2021).

## Geschichte
In der Sprache der mikronesischen Einwohner der Marshallinseln bedeutet der Name Ailinglaplap so viel wie „Große Insel“.
Für die Europäer wurde das Eiland am 15. Dezember 1792 von dem englischen Kaufmann Henry Bond entdeckt.
Ende des 19. Jahrhunderts wurde die Insel, ähnlich anderen Atollen, für die Produktion von Kopra genutzt. Vor allem deutsche Kaufleute pflanzten dazu Kokospalmen an. Das Atoll gehörte wie die gesamten Marshallinseln offiziell ab 1886 als Kolonie zum Deutschen Reich, wurde aber schon 1914 von Japan besetzt und diesem dann 1919 als Völkerbundmandat übertragen. Japan schloss die Marshallinseln ganz von der Außenwelt ab, vor allem, um zu verbergen, dass dort zahlreiche Militärstützpunkte entstanden. Im Oktober 1940 machten der deutsche Hilfskreuzer Orion und sein Versorger Regensburg kurz Station in der Lagune des Atolls, verlegten dann aber rasch weiter nach Lamotrek. 1945 bezogen die USA auch dieses Atoll in ihr Treuhandgebiet Pazifische Inseln ein. Erst 1986 wurden die Marshallinseln und damit auch Ailinglaplap formell unabhängig. Im Unterhaus des Parlaments der Marshallinseln haben zwei Vertreter des Atolls ein ständiges Mandat.

## Klimawandel
Wie alle Atolle ist auch Ailinglaplap vom Meeresspiegelanstieg betroffen. Dies führt dazu, dass einzelne niedrige Inseln (deren höchste Erhebungen liegen oft nur einen Meter über dem Meeresspiegel) in absehbarer Zeit im Meer verschwinden werden. Eine Studie der Universität Auckland hat jedoch gezeigt, dass Atolle durch ständige Sedimentation wachsen können. Für die Insel Jeh im Nordosten der Inselgruppe wurde seit 1943 eine Vergrößerung um 13 Prozent von 2,02 Quadratkilometer auf 2,28 Quadratkilometer bis 2015 festgestellt, die durch die Ablagerung von Fragmenten aus den umgebenden Korallenriffen verursacht wird. Dabei sind mindestens zwei Inseln zusammengewachsen. Dieser Prozess hat hier den Anstieg des Meeresspiegels überkompensiert.

## Infrastruktur
Der Flugverkehr zwischen den Atollen der Marshallinseln wird von der nationalen Fluggesellschaft Air Marshall Islands durchgeführt.
Das Atoll Ailinglaplap verfügt über drei Flugfelder
- Ailinglaplap Airok Airport im Süden (IATA-Code: AIC), Pistenlänge: 1158 Meter, 7° 16′ 45″ N, 168° 49′ 32″ O[4]
- Jeh Airport im Nordosten (IATA-Code: JEJ), Pistenlänge: 1158 Meter, 7° 33′ 54″ N, 168° 57′ 42″ O[5]
- Woja Airport im Westen (IATA-Code: WJA), Pistenlänge: 2430 Meter, 7° 27′ 4″ N, 168° 33′ 1″ O[6]